# نامه‌ها (فیلم ۱۹۸۴)
نامه‌ها (به مالایالم: Aksharangal) و (به انگلیسی: letters) فیلمی هندی محصول سال ۱۹۸۴ و به کارگردانی آی.وی. ساسی است. در این فیلم بازیگرانی همچون مموتی، بهارات گوپی، سیما، سوهاسینی مانیراتنام و لیلا میشارا ایفای نقش کرده‌اند.